# الحارس الشجاع
الحارس الشجاع أو الحارس الشجاع بسبوس مسلسل رسوم متحركة أمريكي فرنسي بدأ عرضه في 5 سبتمبر 1984 واستمر عرضه حتى 5 سبتمبر 1988 . تمت دبلجة المسلسل للعربية .

## روابط خارجية
- Heathcliff at DHX Media Website
- Heathcliff and The Catillac Cats في قاعدة بيانات الرسوم المتحركة الكبيرة
- الحارس الشجاع على موقع IMDb (الإنجليزية)
- الحارس الشجاع على موقع فيلمافينيتي (الإسبانية)
- الحارس الشجاع على موقع كينوبويسك (الروسية)
- الحارس الشجاع على موقع ألو سيني (الفرنسية)
- الحارس الشجاع على موقع قاعدة بيانات الفيلم (الإنجليزية)
- الحارس الشجاع على موقع قاعدة بيانات الفيلم (الإنجليزية)